# پوچرا، استرالیای جنوبی
پوچرا (به انگلیسی: Poochera) یک منطقهٔ مسکونی در استرالیا است که در استرالیای جنوبی واقع شده‌است.